# ルイス・ラモン・カンパス
ルイス・ラモン・カンパス・メディーナ（Luis Ramón Campas Medina、1971年8月6日 - ）は、メキシコのプロボクサー。ソノラ州ナボホア出身。元IBF世界スーパーウェルター級王者。通称ヨリボーイ・カンパス。

## ファイトスタイル
積極性と突進力に加え年間5試合以上の試合数をこなし研いた打力と強靭な体力、ショートフックは多彩なバリュエーションと驚異的な一撃を持っていた。
フェリックス・トリニダードに初の世界挑戦をする時はKO率が90%近くと高く下述での51歳で引退した時の最終的なKO率は64.84%と高かった。
KO負けのほとんどがレフェリーストップまたはセコンドの棄権もしくはドクターストップによるTKOで、倒れにくい頑丈さを持った。実際にringtalk.comの取材で憧れの選手と話したフリオ・セサール・チャベスとタフさや打力は比較されていた。

## 来歴

### ウェルター級
1987年7月11日、プロデビュー。カンパスは当時15歳11ヶ月だった。
1991年5月24日、メキシコウェルター級王者ヘスス・カルデナスと対戦し7回KO勝ちを収め初めてのタイトル挑戦ながら王座獲得に成功した。
1991年8月10日、ホセ・ルイス・ベドラと対戦し3回TKO勝ちを収め初防衛に成功した。
1992年3月2日、フリアン・ベニテスと2年ぶりに対戦し初回KO勝ちを収め2度目の防衛に成功した。
1992年5月2日、サムエル・マルチネスと対戦し5回2分39秒TKO勝ちを収め3度目の防衛に成功した。
1992年6月19日、NABF北米ウェルター級王者ロジャー・ターナーと対戦し12回2-0の判定勝ちを収め王座獲得に成功した。
1994年2月16日、元WBC世界ウェルター級王者ホルヘ・バカと対戦し2回TKO勝ちを収めた。
1994年9月17日、MGMグランド・ガーデン・アリーナでIBF世界ウェルター級王者フェリックス・トリニダードと対戦し、4回2分41秒TKO負けで王座獲得に失敗した。
1995年2月16日、NABO北米スーパーウェルター級王者カシウス・クレイ・ホーンと4年ぶりに対戦し4回1分3秒TKO勝ちを収め王座獲得に成功した。
1995年8月7日、NABO北米ウェルター級王座決定戦で元WBO世界ウェルター級王者ヘナロ・レオンと対戦し3回TKO勝ちを収めNABO2階級制覇を達成した。
1996年3月4日、レイ・コリンズと対戦し12回3-0の判定勝ちを収め初防衛に成功した。
1996年10月6日、WBO世界ウェルター級王者ホセ・ルイス・ロペスと対戦し、5回終了時棄権した為TKO負けとなり王座獲得に失敗した。

### スーパーウェルター級
1997年12月6日、IBF世界スーパーウェルター級王者ラウル・マルケスと対戦し、8回2分29秒TKO勝ちを収め王座獲得に成功した。デビュー10年目71戦目でようやく王座を獲得した。
1998年3月23日、元USBA全米ウェルター級王者のアンソニー・ステファンズと対戦。2回終了時ステファンズが左肩を脱臼し棄権した為TKO勝ちを収め、初防衛に成功した。
1998年6月5日、ティフアナのアウディトリオ・ムニシパルでWBAフェデセントロスーパーウェルター級王者のペドロ・オルテガと対戦し、11回1分52秒TKO勝ちを収め2度目の防衛に成功した。
1998年9月18日、全米ニューヨーク州ウェルター級王者のラリー・バーンズと対戦し、3回終了時バーンズのドクターストップによるTKO勝ちを収め3度目の防衛に成功した。
1998年12月12日、フェルナンド・バルガスと対戦。試合はバルガスのコンビネーションに支配され、セコンドが7回終了時棄権した為、4度目の防衛に失敗し王座から陥落した。
2000年3月4日、3度世界挑戦したオバ・カーと対戦し大きく躓く8回終了TKO負け。
2000年7月28日、世界王者に近いホープ的存在だったトニー・アヤラ・ジュニアと対戦し8回終了時棄権によるTKO勝ちを収め戦前は圧倒的不利でギャンブル要素ありと言われた再起戦をクリアした。

### キャリア最後の世界挑戦
2002年3月16日、WBO世界スーパーウェルター級王座決定戦で元WBO世界ウェルター級王者のWBO世界スーパーウェルター級王者ダニエル・サントスと対戦し、右目の軽い異常を訴え11回1分36秒TKO負けを喫しIBFに続く王座獲得に失敗した。
2003年5月3日、マンダレイ・ベイ・イベント・センターでWBA・WBC世界スーパーウェルター級スーパー王者オスカー・デ・ラ・ホーヤと対戦し、初回からデ・ラ・ホーヤにペースを握られセコンドがレフェリーにストップを要請する7回2分54秒TKO負けを喫しIBFに続く王座獲得に失敗、カンパスはキャリア最後の世界挑戦となった。

### 100勝達成
2004年3月26日、デモート・ウェリバーとIBAアメリカスーパーウェルター級王座決定戦を行い10回2-1の判定勝ちを収め王座獲得に成功した。
2004年5月8日、アンソニー・シュラーとIBA世界スーパーウェルター級王座決定戦を行い初回1分16秒TKO勝ちを収め王座獲得に成功した。
2004年10月15日、WBCムンドヒスパノミドル級王座ガブリエル・ボーゲンと対戦し2回KO勝ちを収め王座獲得に成功した。
2004年11月21日、IBAコンチネンタルミドル級王者エリック・レーガンと対戦し12回0-3の判定負けを喫し王座獲得に失敗した。
2005年4月7日、リゴベルト・プラセンチナと対戦し2回KO勝ちを収めWBCムンドヒスパノ王座初防衛に成功した。
2005年6月24日、IBA全米スーパーウェルター級王者マット・バンダと対戦し12回1-2の判定負けを喫し王座獲得に失敗した。
2006年9月29日、マディソン・スクエア・ガーデンでジョン・ダディとIBA世界ミドル級王座決定戦を行い、12回0-3の判定負けを喫し王座獲得に失敗した。
2007年8月31日、IBA全米スーパーウェルター級王座決定戦をノルベルト・ブランボーと対戦し、10回3-0の判定勝ちを収め王座獲得に成功した。
2008年3月22日、マシュー・マックリンと対戦し10回95-98の判定負けを喫した。
2008年6月28日、元WBA世界スーパーウェルター級王者アレハンドロ・ガルシアと対戦し3度ダウンを奪い初回1分48秒KO勝ちを収めた。
2009年3月21日、マルコス・レイエスとFECOMBOX中米ミドル級王座決定戦を行い12回0-2(114-114、117-111、116-112)の判定負けを喫し王座獲得に失敗した。
2009年5月9日、元世界3階級制覇王者ヘクター・カマチョと対戦し10回1-1の3者3様の引き分けに終わった。
2009年10月30日、カマチョの息子ヘクター・カマチョ・ジュニアと対戦し10回1-2の判定負けを喫した。
2011年6月17日、ロゲリオ・メディナと対戦し6回1分18秒TKO勝ちを収めプロ98勝目を挙げた。
2011年8月6日、WBAフェデラテンミドル級王座決定戦をマルセロ・アレハンドロ・ロドリゲスと対戦し3回2分23秒TKO勝ちを収め王座獲得に成功した。
2011年11月19日、シナロア州ロスモチスのエスタディオ・センテナリオでホルヘ・コタと対戦し8回2分52秒TKO負けを喫しカンパスのプロ100勝目はお預けとなった。
2012年3月30日、故郷ナボホアのカンチャ・ムニシパルで元世界ランカーのマウロ・ルセーロと対戦し、2回2分32秒KO勝ちを収めカンパスのプロ100勝目を達成した。
2012年7月28日、レス・シェリントンとWBF世界並びにIBFパンパシフィックミドル級王座決定戦を行い、12回0-3の判定負けを喫し王座獲得に失敗した。
2014年9月27日、オクラホマシティのOKC・ダウンタウン・エアパークでリカルド・マヨルガとサミュエル・ピーターの前座で2000年代を彩った名選手のイベントで登場。フリオ・セサール・ランザスと対戦し6回3-0(2者が59-55、60-54)の判定勝ちを収めた。試合後プロモーターのイバロ・ゴツェフはカンパス対マヨルガの10年越しのビッグマッチ実現に向かい始めたものの実現しなかった。

### キャリア終盤
2016年1月23日、モンタナ州ビュートのシビック・センターでプロ生活29年の引退試合。アンソニー・ボンサンテとスーパーミドル級契約10回戦で対戦したが、ボンサンテの執拗なホールディングとプッシングを繰り返され、最終的にカンパスが投げ飛ばされる形になり7回失格勝ちを収め29年の現役生活に別れを告げた。今後は故郷ナボホアでジムを開く意向を示し、試合後ボンサンテが「引退試合で悪いことをしてしまって申し訳ない」と直接謝罪を受けたと明かした。今まで戦った相手で強い選手との問いで「1番強かったのはホセ・ルイス・ロペス。プレッシャーをかけられてなすすべがなかった。ロペスのコンビネーションはどうにも出来なかったね」と話した。
試合後の27日にマネージャーとトレーナーを兼任するディアスが反則行為を繰り返したボンサンテに無期限の出場停止処分と罰金を支払う処分が言い渡され、カンパスは度重なる反則を受けた代償で右膝と右足の靱帯の一部(膝も含む)を切った他、首が曲がらないなど全治6ヶ月の重傷を負い手術はせず薬品投与で治療を受けていることを明かした。
2016年6月8日、プロデビューから2002年まで15年間カンパスのトレーナーを務めたホセ・モラレスが死去。
2018年3月16日、故郷ナボホアのチャンチャ・ムニシパルで引退を撤回して元WBAアメリカ大陸ウェルター級王者ジョー・ファレスと対戦、4回TKO勝ちを収めた。

### 引退試合
2019年9月26日、カンパスは所属するサンフェル・プロモーションズに後もう1試合戦って引退する意向を伝え、引退試合を用意して貰える事になった。
2023年7月29日、ティファナのアウディトリオ・ムニシパル・ファウスト・グティエレスでファン・カルロス・パーラと対戦し、8回1分14秒KO勝ちを収め15歳のプロデビューから37年の長い旅路を終えた。

## 戦績
- プロボクシング：127戦107勝(82KO)17敗3分

| 戦           | 日付           | 勝敗 | 時間     | 内容     | 対戦相手                               | 国籍           | 備考                                                   |
| ------------ | -------------- | ---- | -------- | -------- | -------------------------------------- | -------------- | ------------------------------------------------------ |
| 1            | 1987年7月11日  | ☆    | 1R       | KO       | ギャビー・バガ                         | メキシコ       | プロデビュー戦                                         |
| 2            | 1987年11月12日 | ☆    | 2R       | KO       | ロベルト・ロペス                       | メキシコ       |                                                        |
| 3            | 1987年11月23日 | ☆    | 3R       | KO       | レネ・フローレス                       | メキシコ       |                                                        |
| 4            | 1987年12月13日 | ☆    | 1R       | KO       | ミゲル・アヤラ                         | メキシコ       |                                                        |
| 5            | 1987年12月20日 | ☆    | 2R       | KO       | パウリシオ・ヘスタ                     | メキシコ       |                                                        |
| 6            | 1988年1月10日  | ☆    | 2R       | KO       | セバスチャン・メンデス                 | メキシコ       |                                                        |
| 7            | 1988年2月19日  | ☆    | 1R       | KO       | セルヒオ・ガルシア                     | メキシコ       |                                                        |
| 8            | 1988年3月4日   | ☆    | 2R       | KO       | ヘリベルト・ルイス                     | メキシコ       |                                                        |
| 9            | 1988年4月1日   | ☆    | 1R       | KO       | ギャビー・バガ                         | メキシコ       |                                                        |
| 10           | 1988年4月19日  | ☆    | 1R       | KO       | ホセ・アシュマダ                       | メキシコ       |                                                        |
| 11           | 1988年6月20日  | ☆    | 4R       | KO       | ルイス・ガルシア                       | メキシコ       |                                                        |
| 12           | 1988年7月11日  | ☆    | 8R       | TKO      | ホセ・ロペス                           | メキシコ       |                                                        |
| 13           | 1988年8月22日  | ☆    | 4R       | KO       | ルイス・ロドリゲス                     | メキシコ       |                                                        |
| 14           | 1988年10月14日 | ☆    | 10R      | 判定3-0  | セルヒオ・バチュア                     | メキシコ       |                                                        |
| 15           | 1988年11月7日  | ☆    | 6R       | TKO      | ホセ・ロペス                           | メキシコ       |                                                        |
| 16           | 1988年12月2日  | ☆    | 12R      | 判定3-0  | デビッド・ロペス                       | メキシコ       |                                                        |
| 17           | 1989年3月13日  | ☆    | 4R       | KO       | ロサリオ・ゲレーロ                     | メキシコ       |                                                        |
| 18           | 1989年4月4日   | ☆    | 8R       | TKO      | デビッド・ロペス                       | メキシコ       |                                                        |
| 19           | 1989年4月24日  | ☆    | 7R       | TKO      | リゴベルト・ガルシア                   | メキシコ       |                                                        |
| 20           | 1989年6月16日  | ☆    | 3R       | KO       | アントニオ・マルチネス                 | メキシコ       |                                                        |
| 21           | 1989年8月14日  | ☆    | 5R       | TKO      | マーティン・コントレラス               | メキシコ       |                                                        |
| 22           | 1989年9月29日  | ☆    | 4R       | TKO      | サンタナ・ヤネズ                       | メキシコ       |                                                        |
| 23           | 1989年10月30日 | ☆    | 2R       | KO       | コロナ・ドミンゲス                     | メキシコ       |                                                        |
| 24           | 1989年12月15日 | ☆    | 2R       | KO       | フェデリコ・レンテリア                 | メキシコ       |                                                        |
| 25           | 1990年2月12日  | ☆    | 2R       | KO       | ヘスス・ラミレス                       | メキシコ       |                                                        |
| 26           | 1990年3月12日  | ☆    | 2R       | KO       | マヌエル・ラモス                       | メキシコ       |                                                        |
| 27           | 1990年5月4日   | ☆    | 2R       | KO       | ホルヘ・エルナンデス                   | メキシコ       |                                                        |
| 28           | 1990年5月7日   | ☆    | 10R      | 判定3-0  | ルイス・モーラ                         | メキシコ       |                                                        |
| 29           | 1990年8月20日  | ☆    | 8R       | KO       | フリアン・ベニテス                     | メキシコ       |                                                        |
| 30           | 1990年9月28日  | ☆    | 3R       | KO       | ビクター・ロゾーヤ                     | メキシコ       |                                                        |
| 31           | 1990年11月24日 | ☆    | 10R      | 判定3-0  | マーティン・キィニョス                 | メキシコ       |                                                        |
| 32           | 1990年12月10日 | ☆    | 3R       | TKO      | ルイス・フランシスコ・ペレス           | メキシコ       |                                                        |
| 33           | 1991年2月4日   | ☆    | 3R       | TKO      | ローマン・ヌーニェス                   | メキシコ       |                                                        |
| 34           | 1991年3月8日   | ☆    | 6R       | KO       | レイ・モラレス                         | メキシコ       |                                                        |
| 35           | 1991年5月24日  | ☆    | 7R       | KO       | ヘスス・カルデナス                     | メキシコ       | メキシコウェルター級タイトルマッチ                     |
| 36           | 1991年7月18日  | ☆    | 2R       | TKO      | カシウス・クレイ・ホーン               | アメリカ合衆国 |                                                        |
| 37           | 1991年8月10日  | ☆    | 3R       | TKO      | ホセ・ルイス・ベドラ                   | メキシコ       | メキシコ防衛1                                          |
| 38           | 1991年10月5日  | ☆    | 4R 0:27  | TKO      | フランキー・デービス                   | アメリカ合衆国 |                                                        |
| 39           | 1991年11月11日 | ☆    | 2R       | KO       | グレッグ・ディクソン                   | アメリカ合衆国 |                                                        |
| 40           | 1992年3月2日   | ☆    | 1R       | KO       | フリアン・ベニテス                     | メキシコ       | メキシコ防衛2                                          |
| 41           | 1992年4月4日   | ☆    | 3R       | KO       | ウルチミリオ・マルチネス               | メキシコ       |                                                        |
| 42           | 1992年5月2日   | ☆    | 5R 2:29  | KO       | サムエル・マルチネス                   | メキシコ       | メキシコ防衛3                                          |
| 43           | 1992年6月19日  | ☆    | 12R      | 判定2-0  | ロジャー・ターナー                     | アメリカ合衆国 | NABF北米ウェルター級タイトルマッチ                     |
| 44           | 1992年8月26日  | ☆    | 1R       | KO       | ルシアーノ・トーレス                   | ブラジル       |                                                        |
| 45           | 1992年10月17日 | ☆    | 7R       | TKO      | オスカー・ポンセ                       | アルゼンチン   |                                                        |
| 46           | 1992年12月4日  | ☆    | 1R       | KO       | ウィリアム・エルナンデス               | アメリカ合衆国 |                                                        |
| 47           | 1993年1月29日  | ☆    | 2R       | TKO      | スティーブ・バレハス                   | アメリカ合衆国 |                                                        |
| 48           | 1993年3月12日  | ☆    | 8R       | TKO      | デビッド・テイラー                     | アメリカ合衆国 |                                                        |
| 49           | 1993年5月21日  | ☆    | 3R       | KO       | ルイス・ラーマン                       | アメリカ合衆国 |                                                        |
| 50           | 1993年6月10日  | ☆    | 8R       | KO       | ルイス・ハワード                       | アメリカ合衆国 |                                                        |
| 51           | 1993年7月24日  | ☆    | 4R       | KO       | リッキー・ストーン                     | アメリカ合衆国 |                                                        |
| 52           | 1993年8月27日  | ☆    | 1R       | KO       | グリフィン・ゴールマン                 | アメリカ合衆国 |                                                        |
| 53           | 1993年11月12日 | ☆    | 10R      | 判定3-0  | アンソニー・ルボリー                   | アメリカ合衆国 |                                                        |
| 54           | 1993年12月4日  | ☆    | 4R       | KO       | フロイド・ウィリアムス                 | アメリカ合衆国 |                                                        |
| 55           | 1994年2月16日  | ☆    | 2R       | TKO      | ホルヘ・バカ                           | メキシコ       |                                                        |
| 56           | 1994年7月27日  | ☆    | 9R       | TKO      | アンソニー・ルボリー                   | アメリカ合衆国 |                                                        |
| 57           | 1994年9月17日  | ★    | 4R 2:41  | TKO      | フェリックス・トリニダード             | プエルトリコ   | IBF世界ウェルター級タイトルマッチ                      |
| 58           | 1995年2月16日  | ☆    | 4R       | KO       | カシウス・クレイ・ホーン               | アメリカ合衆国 | NABO北米ウェルター級タイトルマッチ                     |
| 59           | 1995年4月6日   | ☆    | 10R      | 判定3-0  | ヤング・デリック・タイガー             | ナイジェリア   |                                                        |
| 60           | 1995年6月19日  | ☆    | 3R       | TKO      | ヘース・トッド                         | アメリカ合衆国 |                                                        |
| 61           | 1995年8月7日   | ☆    | 3R       | TKO      | ヘナロ・レオン                         | メキシコ       | NABO防衛1                                              |
| 62           | 1995年10月9日  | ☆    | 1R 2:49  | TKO      | マヌエル・ロペス                       | ベネズエラ     |                                                        |
| 63           | 1995年11月4日  | ☆    | 2R       | KO       | アンソニー・ジョーンズ                 | アメリカ合衆国 |                                                        |
| 64           | 1995年12月8日  | ☆    | 8R       | TKO      | フランシスコ・ジャビエル・アルタミラノ | メキシコ       |                                                        |
| 65           | 1996年3月4日   | ☆    | 12R      | 判定3-0  | レイ・コリンズ                         | アメリカ合衆国 | NABO防衛2                                              |
| 66           | 1996年10月6日  | ★    | 5R 終了  | TKO      | ホセ・ルイス・ロペス                   | メキシコ       | WBO世界ウェルター級タイトルマッチ                      |
| 67           | 1996年11月29日 | ☆    | 2R       | TKO      | フィデル・アヴェンダーノ               | メキシコ       |                                                        |
| 68           | 1997年2月21日  | ☆    | 5R       | TKO      | リト・ルヴァルカバ                     | メキシコ       |                                                        |
| 69           | 1997年6月2日   | ☆    | 10R      | 判定3-0  | クリス・サンデ                         | ケニア         |                                                        |
| 70           | 1997年7月11日  | ☆    | 10R      | 判定3-0  | バーデル・スミス                       | アメリカ合衆国 |                                                        |
| 71           | 1997年12月6日  | ☆    | 8R 2:29  | TKO      | ラウル・マルケス                       | アメリカ合衆国 | IBF世界スーパーウェルター級タイトルマッチ              |
| 72           | 1998年3月23日  | ☆    | 3R 終了  | KO       | アンソニー・ステファンズ               | アメリカ合衆国 | IBF防衛1                                               |
| 73           | 1998年6月5日   | ☆    | 11R 1:52 | TKO      | ペドロ・オルテガ                       | メキシコ       | IBF防衛2                                               |
| 74           | 1998年9月18日  | ☆    | 3R 終了  | TKO      | ラリー・バーンズ                       | アメリカ合衆国 | IBF防衛3                                               |
| 75           | 1998年12月12日 | ★    | 7R 終了  | TKO      | フェルナンド・バルガス                 | アメリカ合衆国 | IBF陥落                                                |
| 76           | 1999年6月26日  | ☆    | 10R      | 判定3-0  | ロナルド・ウェーバー                   | アメリカ合衆国 |                                                        |
| 77           | 1999年11月20日 | ☆    | 5R 終了  | TKO      | ルディー・ロバート                     | アメリカ合衆国 |                                                        |
| 78           | 2000年3月4日   | ★    | 8R 終了  | TKO      | オバ・カー                             | アメリカ合衆国 |                                                        |
| 79           | 2000年7月28日  | ☆    | 8R 終了  | TKO      | トニー・アヤラ・ジュニア               | アメリカ合衆国 |                                                        |
| 80           | 2000年11月19日 | ☆    | 4R 0:51  | TKO      | ロブ・ブレークリー                     | アメリカ合衆国 |                                                        |
| 81           | 2001年2月25日  | ☆    | 4R 終了  | TKO      | トニー・メネフィー                     | アメリカ合衆国 |                                                        |
| 82           | 2001年6月25日  | ☆    | 10R      | 判定3-0  | クリス・サンデ                         | ケニア         |                                                        |
| 83           | 2001年9月30日  | ☆    | 5R       | TKO      | ロニー・マルチネス                     | アメリカ合衆国 |                                                        |
| 84           | 2002年3月16日  | ★    | 11R 2:54 | TKO      | ダニエル・サントス                     | プエルトリコ   | WBO世界スーパーウェルター級タイトルマッチ              |
| 85           | 2002年11月15日 | ☆    | 2R 1:57  | TKO      | ジョージ・クリネスミス                 | アメリカ合衆国 |                                                        |
| 86           | 2003年5月3日   | ★    | 7R 2:54  | TKO      | オスカー・デ・ラ・ホーヤ               | アメリカ合衆国 | WBAスーパー・WBC世界スーパーウェルター級タイトルマッチ |
| 87           | 2004年3月26日  | ☆    | 10R      | 判定2-1  | デモート・ウェリバー                   | アメリカ合衆国 | IBAアメリカスーパーウェルター級王座決定戦              |
| 88           | 2004年5月8日   | ☆    | 1R 1:16  | TKO      | アンソニー・シュラー                   | アメリカ合衆国 | IBA世界スーパーウェルター級王座決定戦                  |
| 89           | 2004年7月9日   | ☆    | 10R      | 判定2-1  | アンドラス・パチェコ                   | アメリカ合衆国 |                                                        |
| 90           | 2004年10月5日  | ☆    | 10R      | 判定2-0  | ガブリエル・ホルガイン                 | アメリカ合衆国 | WBCムンドヒスパノミドル級タイトルマッチ                |
| 91           | 2004年11月6日  | ☆    | 8R       | 判定3-0  | ラウル・ムニョス                       | アメリカ合衆国 |                                                        |
| 92           | 2005年1月21日  | ★    | 12R      | 判定0-3  | エリック・リーガン                     | アメリカ合衆国 | IBAコンチネンタルミドル級タイトルマッチ                |
| 93           | 2005年4月7日   | ☆    | 2R 1:34  | KO       | リゴベルト・プラセンシア               | メキシコ       | WBCムンドヒスパノ防衛1                                 |
| 94           | 2005年6月24日  | ☆    | 12R      | 判定2-1  | マット・バンダ                         | アメリカ合衆国 | IBAアメリカ王座防衛2                                   |
| 95           | 2005年9月30日  | ☆    | 6R 1:34  | TKO      | エステバン・カモウ                     | メキシコ       |                                                        |
| 96           | 2006年7月15日  | ☆    | 5R 終了  | TKO      | ミゲル・ヘルナンデス                   | アメリカ合衆国 |                                                        |
| 97           | 2006年9月29日  | ★    | 12R      | 判定0-3  | ジョン・ダディ                         | アイルランド   | IBA世界ミドル級王座決定戦                              |
| 98           | 2007年5月2日   | ★    | 12R      | 判定0-3  | エロモセレ・アルベルト                 | ナイジェリア   | IBAコンチネンタルミドル級タイトルマッチ                |
| 99           | 2007年6月15日  | ☆    | 10R      | 判定3-0  | ビリー・レイェル                       | アメリカ合衆国 |                                                        |
| 100          | 2007年8月31日  | ☆    | 10R      | 判定3-0  | ノルベルト・ブランボー                 | アメリカ合衆国 | IBAアメリカスーパーウェルター級王座決定戦              |
| 101          | 2007年11月30日 | ☆    | 5R 1:36  | TKO      | フェルナンド・ベラ                     | メキシコ       |                                                        |
| 102          | 2008年2月1日   | ★    | 7R 0:56  | TKO      | アミン・アシカイネン                   | フィンランド   |                                                        |
| 103          | 2008年3月22日  | ★    | 12R      | 判定0-3  | マシュー・マックリン                   | イギリス       |                                                        |
| 104          | 2008年6月21日  | ☆    | 1R 1:48  | KO       | アレハンドロ・ガルシア                 | メキシコ       |                                                        |
| 105          | 2008年11月8日  | ★    | 9R 終了  | TKO      | サウル・ローマン                       | メキシコ       |                                                        |
| 106          | 2009年3月21日  | ★    | 12R      | 判定0-2  | マルコス・レイエス                     | メキシコ       | FECOMBOX中米ミドル級王座決定戦                         |
| 107          | 2009年5月9日   | △    | 8R       | 判定1-1  | ヘクター・カマチョ                     | プエルトリコ   |                                                        |
| 108          | 2009年10月30日 | ★    | 10R      | 判定1-2  | ヘクター・カマチョ・ジュニア           | プエルトリコ   |                                                        |
| 109          | 2010年7月15日  | ☆    | 6R       | 判定3-0  | タロンゼ・ワシントン                   | アメリカ合衆国 |                                                        |
| 110          | 2010年9月17日  | ☆    | 2R 2:25  | KO       | ユルゲン・ハーテンスタイン             | ドイツ         |                                                        |
| 111          | 2010年12月17日 | ☆    | 5R 0:10  | TKO      | エステバン・カモウ                     | メキシコ       |                                                        |
| 112          | 2011年2月18日  | ☆    | 10R      | 判定3-0  | マット・バンダ                         | アメリカ合衆国 |                                                        |
| 113          | 2011年4月15日  | ☆    | 10R      | 判定3-0  | オクタビオ・カストロ                   | メキシコ       |                                                        |
| 114          | 2011年6月17日  | ☆    | 6R 1:18  | TKO      | ロゲリオ・メディナ                     | メキシコ       |                                                        |
| 115          | 2011年8月6日   | ☆    | 3R 2:33  | TKO      | マルセロ・アンゲラーノ・ロドリゲス     | アルゼンチン   | WBAフェデラテンミドル級王座決定戦                      |
| 116          | 2011年11月19日 | ★    | 8R 2:52  | TKO      | ホルヘ・コタ                           | メキシコ       |                                                        |
| 117          | 2012年3月30日  | ☆    | 2R 2:32  | KO       | マウロ・ルセーロ                       | メキシコ       |                                                        |
| 118          | 2012年7月28日  | ★    | 12R      | 判定0-3  | レス・シェリントン                     | オーストラリア | WBF世界・IBFパンパシフィックミドル級王座決定戦         |
| 119          | 2013年2月15日  | ☆    | 10R      | 判定2-1  | ガブリエル・アレハンドロ・マルチネス   | メキシコ       |                                                        |
| 120          | 2013年6月28日  | △    | 10R      | 引分     | クリスチャン・ソラーノ                 | メキシコ       |                                                        |
| 121          | 2013年10月4日  | △    | 2R       | 負傷引分 | オクタビオ・カストロ                   | メキシコ       |                                                        |
| 122          | 2014年4月5日   | ☆    | 6R       | 判定3-0  | ダニエル・ゴンサレス                   | アメリカ合衆国 |                                                        |
| 123          | 2014年9月27日  | ☆    | 6R       | 判定3-0  | フリオ・セサール・ランザス             | ニカラグア     |                                                        |
| 124          | 2015年8月22日  | ☆    | 2R       | KO       | クリス・アーサー                       | アメリカ合衆国 |                                                        |
| 125          | 2015年11月7日  | ☆    | 2R       | KO       | グレン・シスロ                         | アメリカ合衆国 |                                                        |
| 126          | 2016年1月23日  | ☆    | 7R       | 失格     | アンソニー・ボンサンテ                 | アメリカ合衆国 |                                                        |
| 127          | 2018年3月16日  | ☆    | 4R       | TKO      | ジョー・ファレス                       | メキシコ       |                                                        |
| テンプレート |                |      |          |          |                                        |                |                                                        |

## 獲得タイトル
- メキシコウェルター級王座
- NABF北米ウェルター級王座
- NABO北米スーパーウェルター級王座
- NABO北米ウェルター級王座
- 第12代IBF世界スーパーウェルター級王座（防衛3）
- IBA世界スーパーウェルター級王座
- WBCムンドヒスパノミドル級王座
- IBA全米スーパーウェルター級王座
- WBAフェデラテンミドル級王座